# Anton Nordwall
Anton Christoph Otto Nordwall (* 28. Februar 1894 in Norden; † April 1949 ebenda) war ein homöpathischer Arzt, Anhänger der Freiwirtschaftsbewegung Silvio Gesells (1862–1930), Kommunalpolitiker der Nachkriegszeit und Esperantist. Bekanntheit erlangte er unter anderem dadurch, dass er Anfang der 1930er Jahre gemeinsam mit dem Künstler Hans Trimborn (1891–1979) ein regionales Wära-Freigeldprojekt durchführte und, nachdem der Gebrauch von Wära durch das Finanzministerium verboten worden war, ein eigenes, von ihm entwickeltes Eilgeld-Experiment startete und damit auch in den Vereinigten Staaten Beachtung fand.

## Leben
Anton Nordwall war das zweitälteste Kind des Norder Stadtkämmerers Otto Nordwall (1861–1944) und dessen Ehefrau Siebenna, geborene Albers (1868–1956). Anna, seine 1892 geborene Schwester, verstarb im Alter von dreizehn Jahren. Die jüngere Schwester Ottilie (* 1901), die sich ebenfalls für den Arztberuf entschieden hatte, verstarb – wie ihr Bruder Anton – im Jahr 1949.
Nach dem Besuch der Volksschule trat Anton Nordwall zu Ostern 1903 in die Sexta des Norder Ulrichsgymnasiums ein, das er 1912 mit dem Abitur verließ. Er absolvierte anschließend ein Medizinstudium an der Universität Freiburg, das er im Juni 1920 mit seiner Promotion zum Dr. med. beschloss.

### Homöopath

Werbung 1931: IDUN!-Brot nach einem Rezept von Anton Nordwall

Historisches Logo des Freiwirtschaftsbundes FFF

Reichswahlvorschlag des Freiwirtschaftsbundes (FFF) Dezember 1924

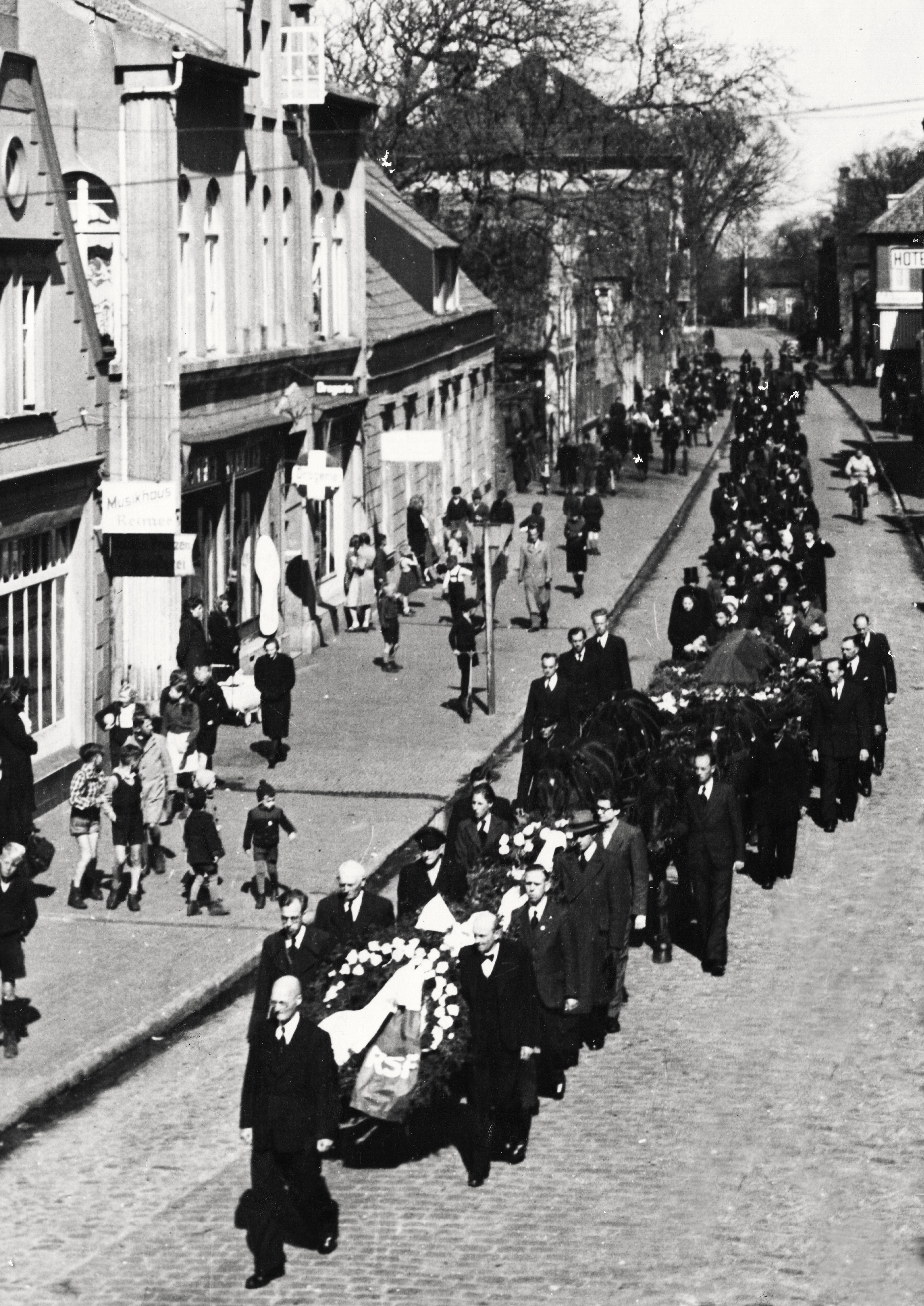
Trauerzug mit dem Sarg Anton Nordwalls; vorne: Mitglieder der RSF mit dem Kranz der Ortsgruppe

Nach seiner Approbation eröffnete Nordwall sowohl in seiner Heimatstadt Norden als auch auf der Insel Norderney, wo er zusätzlich die Funktion eines Badearztes übernommen hatte, homöopathische Praxen. Auf Norderney war diese Praxis in der Marienstraße 13 mit einem vegetarischen Restaurant und einem Kurheim verbunden. Zu seinen besonderen Angeboten zählten mehrwöchige von ihm begleitete Heilfastenkuren; sie fanden im Winter in Norden und im Sommer auf Norderney statt. Im Jahr 1922 ereignete sich während einer solchen Kur in Nordwalls Insel-Sanatorium ein Todesfall. Ein 52-jähriger Kaufmann, der sich als Vorbereitung für eine längere Reise nach China „stählen“ wollte, war nach einer 45-tägigen Fastenzeit verstorben. Dieser Fall löste nicht nur heftige Diskussionen über das Für und Wider von längerfristigen Fastenzeiten, er führte auch zu einem Gerichtsverfahren wegen fahrlässiger Tötung vor dem Landgericht Aurich. Nordwall wurde am 6. Oktober zu einer Geldstrafe von 300 Mark verurteilt. Eine vom Angeklagten beim Reichsgericht angestrengte Revision wurde am 1. März des Folgejahres zurückgewiesen. Damit aber war die öffentliche Diskussion noch nicht erledigt. Befürworter und Gegner der sogenannten „Hungerkuren“ meldeten sich zu Wort. Einen Teil der Auseinandersetzungen um Nordwall referierte Siegfried Möller (1871–1943), Sanatoriumsgründer und Spezialarzt für physikalisch-diätetische Therapie, in seiner 1926 erschienenen Schrift Die Fastenkur vor Gericht.
Als homöopathischer Arzt befasste sich Anton Nordwall auch mit der Rezeptur sogenannter „gesunder“ Nahrungsmittel. Dazu gehörte auch das von ihm entwickelte Idun!-Brot, das in der Norder Bäckerei Hokema & Haake nach seiner Rezeptur hergestellt und über Partner-Bäckereien im nordwestdeutschen Raum vertrieben wurde. In den Zeitungsanzeigen, die dieses Brot bewarben, hieß es unter anderem, dass Idun besonders geeignet sei „für Gesunde und Kranke, insbesondere für Verdauungsträge, Schwache, Nervöse sowie für die heranwachsende Jugend“.

### Freiwirt
Die Region Oldenburg/Ostfriesland gehörte sowohl zur Zeit der Weimarer Republik als auch in den Jahren nach dem Zweiten Weltkrieg zu den Gebieten, in denen die deutsche Freiwirtschaftsbewegung mit ihren verschiedenen Gruppierungen relativ stark vertreten war. Es gab dort unter anderem Freiwirtschaftliche Arbeitsgemeinschaften in Wilhelmshaven und Oldenburg, freiwirtschaftliche Parteien wie zum Beispiel den Freiwirtschaftsbund FFF, die Freiwirtschaftliche Partei Deutschlands und den Freiwirtschaftlichen Kampfring Oldenburg/Ostfriesland. In Norden, der Heimatstadt Anton Nordwalls, errangen die Freiwirtschaftler in den Anfangsjahren der Weimarer Republik und auch nach dem Zweiten Weltkrieg zum Teil beachtliche Erfolge. So erhielt der Freiwirtschaftsbund (FFF) bei den Wahlen zum Bürgervorsteher-Kollegium am 4. Mai 1924 15 % der abgegebenen Stimmen und wurde damit – nach dem Völkisch-sozialen Block zur zweitstärksten Kraft. Die aus verschiedenen freiwirtschaftlichen Gruppierungen hervorgegangene Radikal-Soziale Freiheitspartei, für die Nordwall bei der Kommunalwahl 1948 in Norden antrat, kam auf 8,7 % der Stimmen und erhielt damit zwei Sitze im Norder Stadtrat.
Wann genau und durch welche Umstände Anton Nordwall mit den Ideen Silvio Gesells in Berührung kam, kann aufgrund der vorliegenden Quellen nicht sicher beantwortet werden. Belegt ist, dass er bereits bei der Reichstagswahl Dezember 1924 – unter anderem neben Bertha Heimberg (1894–1966), Paul Diehl (1886–1976) und Benedikt Uhlemayr (1871–1942) – als Kandidat des Freiwirtschaftsbundes FFF aufgestellt worden war.
In den folgenden Jahre spaltete sich die Freiwirtschaftsbewegung mehrfach. Ein freiwirtschaftliches Reichskartell FFF sollte bei der Reichstagswahl November 1932 als geschlossene Partei auftreten. Nachdem aber Anton Nordwall zum Spitzenkandidaten des Reichskartells gewählt worden war, verließ der Freiwirtschaftsbund wieder den jungen Zusammenschluss. Da Nordwall Mitglied des linken Fisiokratischen Kampfbundes war, fühlte sich der Freiwirtschaftsbund von ihm nicht vertreten.
Im September 1930 kündigte die Norderneyer Badezeitung einen Vortrag von Hans Timm (1893–1974) an, dem Mitbegründer der Wära-Aktion. Timm, ein enger Mitarbeiter Silvio Gesells, hatte mit einigen Weggefährten in Erfurt die Wära-Tauschgesellschaft ins Leben gerufen. Der Trägerkreis beschrieb sich in seiner Satzung als private „Vereinigung zur Bekämpfung von Absatzstockung und Arbeitslosigkeit.“ Sein Ziel sei die Erleichterung des Waren- und Leistungsaustausches unter ihren Mitgliedern durch die Ausgabe von sogenannten Wära-Tauschbons. Dass Hans Timm nach Norderney reiste, hatte seinen Grund in der Freundschaft, die ihn mit dem Maler und Musiker Hans Trimborn verband. Ihn hatte er 1929 bereits als überzeugten Gesell-Anhänger im Haus der Hamburger Künstlerin und Mäzenin Dora Wenneker-Iven (1889–1980) kennengelernt. Timms Vortrag war erfolgreich. Die Liste der sogenannten „Wära-Nehmer“ in Norderney enthielt über 40 Namen. Auf ihr ist fast jeder Berufsstand vertreten, darunter ein Apotheker, ein Kohlehändler, der Inhaber eines Zigarrenladens, ein Buchhändler, der Kunstmaler Poppe Folkerts (1875–1949) und natürlich Hans Trimborn und der Badearzt Anton Nordwall. Letzterer schrieb in einem Bericht an den Lebensreformer und Freiwirtschaftler Fritz Schwarz (1887–1958) auf Nachfrage: „Es ist richtig, daß hier die Wära fast restlos angenommen wird, besonders in Norden, z. B. nicht nur von den Krämern [Einzelhändlern], sondern auch von allen Grossisten. Die Commerz- und Privatbank, [die] Ostfriesische Bank, [die] Vereinsbank – alle nehmen die Wära an, die Banken sogar ohne daß einer von uns vorher mit ihnen über die Sache gesprochen hätte. [...] Übrigens nehmen auch die sozialdemokratischen Konsumläden die Wära bei uns an.“ Auch auf Norderney arbeiteten „alle Betriebe der Insel“ einige Monate lang „mit dem Schwundgeld, der Wära“. Im Rahmen der Brüningschen Notverordnungen verbot der Reichsfinanzminister Diedrich im Oktober die Herstellung, Ausgabe und Nutzung jeglichen Notgeldes. Da auch Wära-Scheine in diesem Zusammenhang als Notgeld galten, waren damit die zum Teil erfolgreichen Wära-Aktionen wie in vielen deutschen Städten und Gemeinden auch in Ostfriesland beendet.
Nordwall gab sich aber damit nicht zufrieden und ersetzte die Wära-Aktion durch sein Eilgeld-Experiment, das unter Verzicht auf ein eigens hergestelltes Freigeld lediglich eine erhöhte Umlaufgeschwindigkeit der herkömmlichen Banknoten beabsichtigte. Die Oldenburger Regionalzeitung Nachrichten für Stadt und Land erklärte in ihrer 2. Beilage Anfang Juni 1932 die Funktion des Eilgeldes so: Die Freiwirtschaftliche Arbeitsgemeinschaft verschenkt jeweils 10 Reichsmark an Oldenburger Bürger, die sich bereiterklären, damit Schulden zu tilgen oder – sofern sie keine Schulden haben – damit einzukaufen, allerdings nur bei jemanden, der sich seinerseits wieder bereit erklärt, damit sofort Schulden zu tilgen bzw. wiederum einzukaufen. Dem geschenkten Geld wird allerdings ein Bote beigegeben, der für den ununterbrochenen Lauf des Geldes sorgt. „Auf diese Weise“ – so die Nachrichten für Stadt und Land – „ist es durchaus möglich, 100 RM pro Tag von einer Hand in die andere zu bringen, was einen Umsatz von 1000 RM bedeutet [...] Wir müssen nur den Boten bezahlen und bitten, ihm für seine Arbeit pro 10 RM, die er ins Haus bringt, einen Groschen zu zahlen.“
Der Fisiokratische Kampfbund (FKB) und mit ihm die Wära-Tauschgesellschaft erkannten Nordwalls Eilgeld als freiwirtschaftliches Experiment an, wobei die Reichshauptstadt Berlin, was die Versuche mit Eilgeld angingen, ausgespart werden sollte. Grundsätzlich wollte man „unbeirrt“ beim Freigeld bleiben; im Eilgeld sah man aber eine gute Möglichkeit, über Sinn und Zielsetzung der freiwirtschaftlichen Geldreform zu informieren.
In den Vereinigten Staaten erwähnten 1933 Irving Fisher (1867–1947) und Hans Cohrssen (1905–1997) das Nordwall-Experiment: „Another rather original application of the principle of "compulsory" circulation is the "Speed Money" which the zealous adherents of the German-Wära movement started, after the Government had interfered with their issuance of Stamp Scrip. A Dr. Nordwall, of Norden in Germany advertised in the local paper one day that he would give to Reichsmark to the first man to come to his office owing someone else that amount.“
Über die Jahre Nordwalls in der Zeit des Dritten Reiches ist nur bekannt, dass er keiner nationalsozialistischen Organisation angehört hat und nach 1945 von der Entnazifizierungskommission als unbelastet eingestuft worden ist. Als Unbelasteter konnte Nordwall alsbald nach Ende des Zweiten Weltkriegs mit der Neugründung einer freiwirtschaftlichen Organisation beginnen. Ende 1945/Anfang 1946 entstand die Freiwirtschaftliche Partei Aurich; sie war eine der Keimzellen der Radikal-Sozialen Freiheitspartei (RSF), die 1949 zur Wahl des ersten Deutschen Bundestages antrat.
Die neu gegründete RSF nahm 1947 zum ersten Mal an den Landtagswahlen in der Britischen Besatzungszone teil. Einen der beiden Sitze, die die RSF in Norden errang, erhielt Anton Nordwall. Im Zusammenwirken mit der CDU und Liberalen wurde der von den Besatzungsbehörden eingesetzte SPD-Bürgermeister Fischer abgesetzt und der 1946 seines Amtes enthobene Bürgermeister Schöneberg zum neuen Bürgermeister der Stadt gewählt. Nordwall wurde wegen der Hilfe durch die RSF zum Stellvertretenden Bürgermeister gewählt.
Nordwall verstarb 1949 und wurde unter großer Beteiligung der Norder Bevölkerung auf dem Neuen Norder Friedhof beigesetzt.

### Esperantist
Im Jahrbuch der Universala Esperanto-Asocio (Universelle Esperanto Assoziation) wurde der „kuracisto“ (Kurarzt) Anton Nordwall in den 1920er und 1930 Jahren sowohl mit seiner Norder als auch mit seiner Norderneyer Adresse aufgeführt. Dabei wurde in Esperanto auch auf seine speziellen Therapieangebote verwiesen.

## Familie

Mitglieder der RSF-Ortsgruppe Norden; in der Mitte Wieland Nordwall, Sohn Anton Nordwalls

Am 7. Mai 1921 heiratete Nordwall in Freiburg Emma Luise Kuntz (1894–?). Aus der Ehe gingen zwei Kinder hervor, Haidrun Nordwall (1922–2010) und Wieland Nordwall (1926–1989) Beide Kinder Anton Nordwalls waren nach dem Zweiten Weltkrieg in der Freiwirtschaftsbewegung aktiv: Haidrun wurde 1947 in das Zonenpräsidium der Radikal-Sozialen Freiheitspartei (RSF) als „Secretary of Women's Section“ berufen; Wieland war ebenfalls in der RSF engagiert.

## Veröffentlichungen (Auswahl)
- Gemeinsam mit Ferdinand Bauer: Fasten und Energetische Diät. Die Natur- und Gotteskur zur Erlangung der Gesundheit. Verlag K. Rohm: Lorch, 1937.
- Die Wiedergeburt des Fastens. Verlag Janssen: Hamburg, 1921.
- Bi d' Großherzog van Oldenbörg, In: Sonnenwende: ein Büchlein vom Wandervogel (Hrsg. Friedrich Wilhelm Fulda). Verlag von Friedrich Hofmeister: Leipzig, 1919. S. 43–48